# Acacia arbiana
Acacia arbiana é uma espécie de leguminosa do gênero Acacia, pertencente à família Fabaceae.